# Dumitru Macri
Dumitru Macri (Bucarest, 28 aprile 1931 – Parigi, 20 marzo 2024) è stato un calciatore e allenatore di calcio rumeno, di ruolo difensore. Fu il primo rumeno ad essere candidato per il Pallone d'oro.

## Palmarès

### Giocatore

#### Competizioni nazionali
- Campionato di Divizia B: 2

Rapid Bucarest: 1951-1952, 1954-1955

#### Competizioni internazionali
- Coppa dei Balcani: 1

Rapid Bucarest: 1963-1964

### Allenatore
- Giochi del Mediterraneo: 1

Algeria 1975